# Fumarol

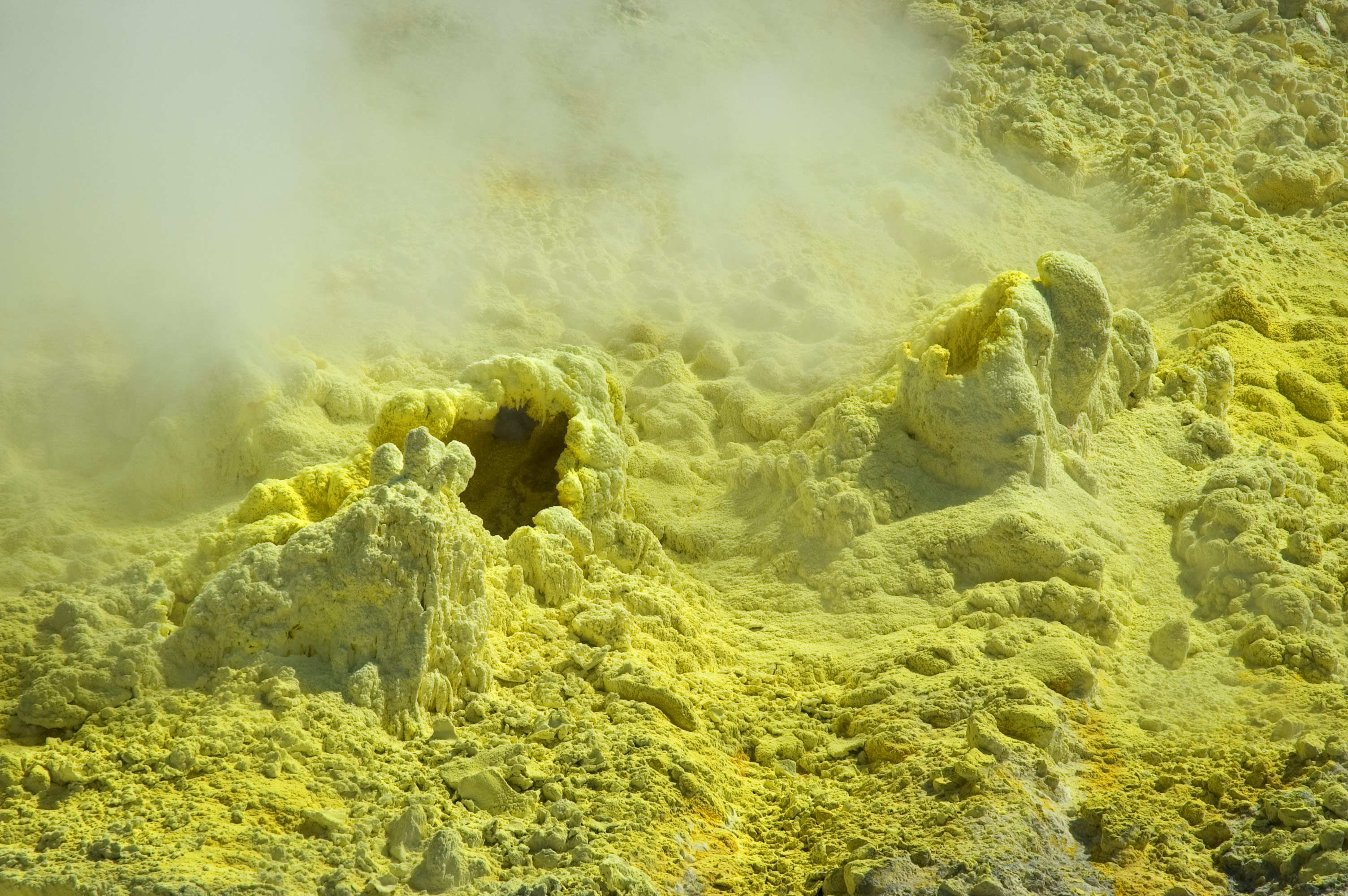
Svavelfumaroler, Whakaari/White Island, Nya Zeeland

En fumarol (Latin fumus, rök) är en öppning i jordens (eller någon annan himlakropps) skorpa. Fumarolerna finns i områden med aktiva vulkaner, både när de snart ska ha utbrott och mellan utbrotten. Det kan också finnas fumarolverksamhet långt efter att en vulkan upphört med sin aktivitet.

## Typer av fumaroler
Fumaroler kan indelas i olika typer. Dessa typer karakteriseras av sin kemiska sammansättning och temperatur. 
- Torra fumaroler släpper främst ut vattenånga, koldioxid, saltsyra och svavelföreningar med mycket hög temperatur.
- Sura fumaroler har utsläpp av främst vattenånga, saltsyra och svaveldioxid. Temperaturen är mellan 300 och 400 grader.
- Alkaliska fumaroler har lägre temperatur, mellan 100 och 200 grader. De släpper ut ammoniumklorid och svavelväte.
- Mofetter är mindre heta och avger enbart koldioxid.
- Solfatarer avger huvudsakligen svavelväte. När svavelvätet strömmar ut oxideras det av syret i luften och stora mängder av svavel kan då produceras.[2]

## Förekomst
Fumaroler kan finnas längs med små sprickor och fissurer, i kaotiska kluster eller fält, och på ytan av lavaflöden och tjocka avlagringar från pyroklastiska flöden. Ett fumarolfält är en yta av heta källor och gasventiler där magma eller heta klippblock vid grunt djup avger gaser eller samverkar med grundvattnet. Från ett grundvattenperspektiv kan fumaroler beskrivas som heta källor där allt vatten hinner förångas innan vattnet når ytan.